# Krystyna Dobosiewicz
Krystyna Maria Dobosiewicz, z domu Pawlaszczyk (ur. 3 kwietnia 1931 w Brzezinach Śląskich, zm. 22 lipca 2007) – polska lekarka ortopeda i  traumatolog, profesor doktor habilitowany medycyny, doktor nauk wychowania fizycznego, specjalistka i konsultantka w zakresie rehabilitacji narządów ruchu, nauczycielka uniwersytecka. 

## Życiorys
Ukończyła gimnazjum w Piekarach Śląskich, następnie Państwowe Liceum Pedagogiczne w Chorzowie (egzamin dojrzałości z wyróżnieniem w 1950). W 1954 uzyskała tytuł dyplomowanego nauczyciela wychowania fizycznego w Wyższej Szkole Wychowania Fizycznego we Wrocławiu, w 1955 tytuł magistra wychowania fizycznego. W 1972 ukończyła studia lekarskie na Śląskiej Akademii Medycznej. Była kierowniczką Katedry i Kliniki Rehabilitacji Wydziału Opieki Zdrowotnej Śląskiego Uniwersytetu Medycznego w Katowicach, organizatorką placówek rehabilitacyjnych w regionie. Autorka prac naukowych i twórczyni metod rehabilitacji, zwanej od jej nazwiska metodą Dobosiewicz. Członkini Komitetu Rehabilitacji, Kultury Fizycznej i Integracji Społecznej PAN.

## Odznaczenia
- Krzyż Kawalerski Orderu Odrodzenia Polski
- Krzyż Oficerski Orderu Odrodzenia Polski (2001)[2]
- Złoty Krzyż Zasługi
- Medal Komisji Edukacji Narodowej
- Order Uśmiechu (2000)
- Złota Odznaka Towarzystwa Walki z Kalectwem